# Tornado de vórtices múltiples

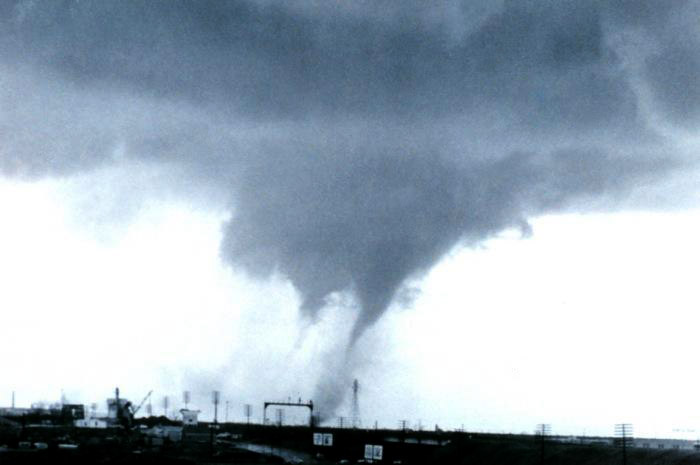
Estructura de vórtices múltiples. Dallas, Estados Unidos, 2 de abril de 1957.

Un tornado de vórtices múltiples es un tornado que contiene varios vórtices girando alrededor y dentro del vórtice principal, como partes de él. Estos vórtices múltiples son similares a los "ojos múltiples" que se encuentran a veces en los ciclones tropicales.

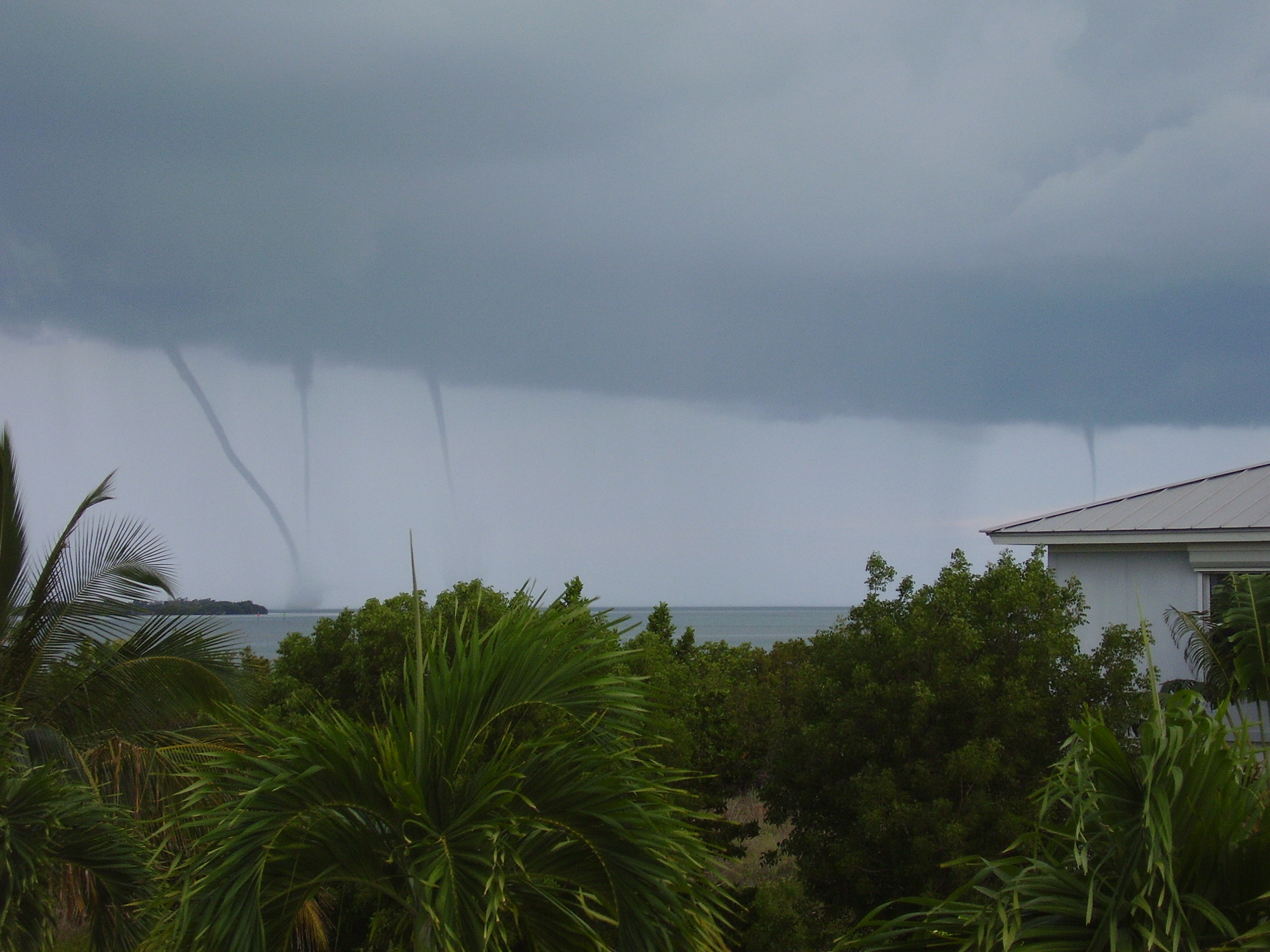
Tornados de vórtices múltiples en la isla de Summerland Key, Estados Unidos.

El único momento en que pueden observarse vórtices múltiples es cuando el tornado está recién formándose, o cuando la condensación y los restos arrastrados se encuentran suficientemente balanceados, de modo que no oscurezcan la visibilidad.
Son responsables de la mayoría, si no todos, de los casos donde arcos angostos de destrucción extrema se encuentran junto a zonas de daño débil, dentro del recorrido de un tornado.
Un fenómeno similar a los tornados de vórtices múltiples es el de los tornados satélite. Se diferencian en que este último existe fuera del vórtice principal, y se origina por mecanismos distintos. Son tornados muy similares a los huracanes pero más leves.